# A.C.A.B.

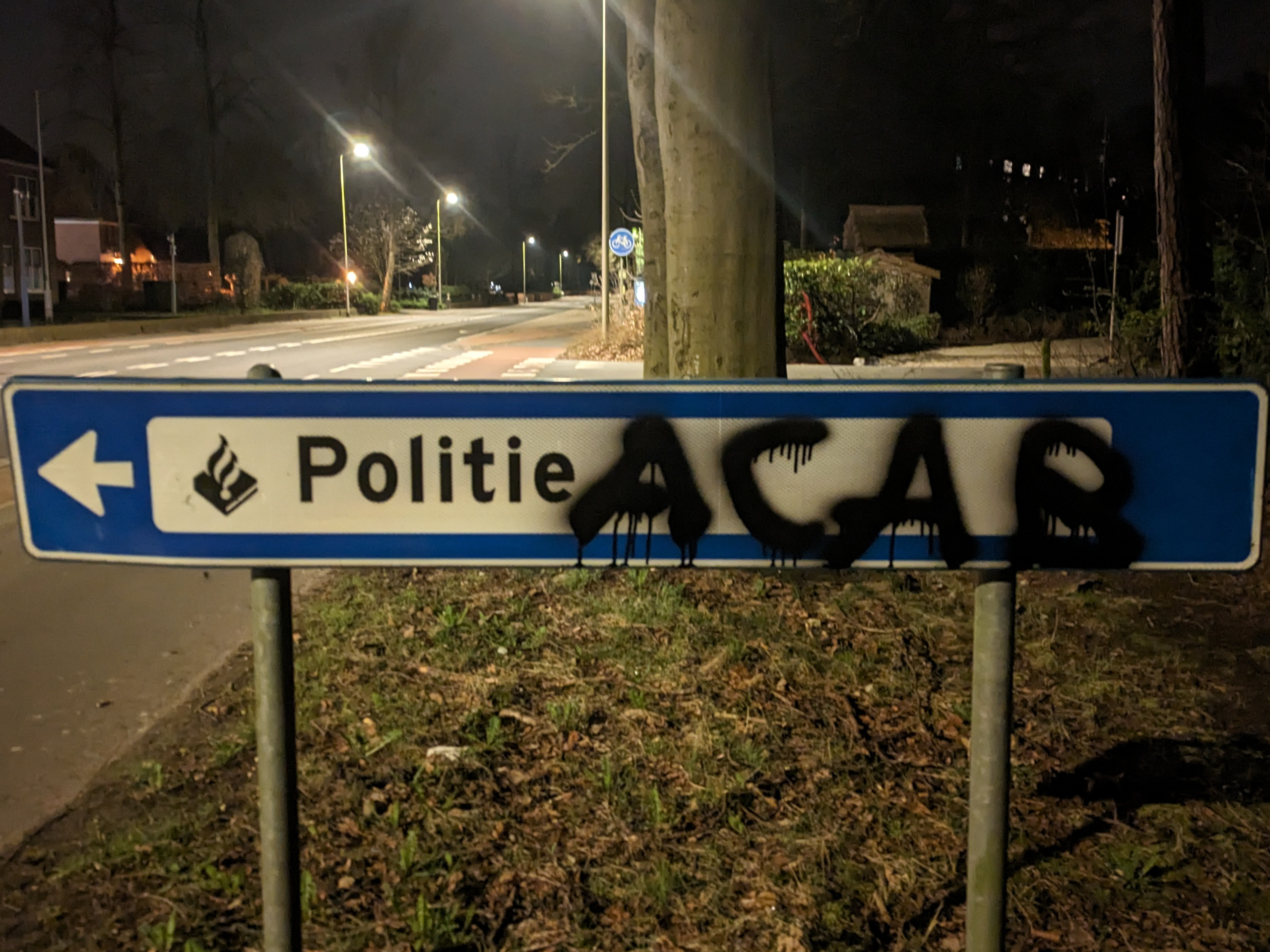
A.C.A.B. in graffiti

A.C.A.B. is de afkorting van de Engelse leuze All Cop(per)s Are Bastards (vertaald: Alle politieagenten zijn klootzakken). In plaats van de afkorting wordt ook wel de code 1312 gebruikt, naar de positie van de letters van de afkorting in het alfabet.
De leus en afkorting worden gebruikt in jongerensubculturen zoals voetbalhooligans, punks, skinheads, anarchisten en communisten. Daarnaast komen ze voor in tatoeages van gevangenen, in graffiti, op posters en T-shirts en in namen van muziekgroepen en de titels van hun werken, waaronder die van Paul Elstak en The 4-Skins.
Om onder rechtsvervolging uit te komen, worden alternatieve betekenissen gegeven aan de afkorting. Een in 2009 gearresteerde Groninger verklaarde dat zijn ACAB-tatoeage stond voor Acht Cola, Acht Bier. In het Engelse taalgebied wordt ook de uitleg Always Carry A Bible genoemd (Draag altijd een bijbel bij je).
Op 4 januari 2011 kregen drie Ajax-supporters een boete opgelegd voor het dragen van een T-shirt met de opdruk 1312. De rechter accepteerde hun verklaring niet dat de code staat voor 13 december.
Een week later bepaalde de Hoge Raad in een andere zaak dat het gerechtshof in Den Haag beter moest onderzoeken of de afkorting wel zodanig bekend was in Nederland dat er een veroordeling voor kon worden uitgesproken. Bij arrest van 13 mei 2011 werd de verdachte door het gerechtshof in Den Haag vrijgesproken. De overweging van het hof was dat ten tijde van het feit (2007) de beledigende betekenis van ACAB niet algemeen bekend was. Het enkele feit dat de verdachte en de betreffende verbalisant die wel kenden, maakte de afkorting volgens het Hof nog niet tot een belediging. Het OM ging hiertegen in cassatie, waarna de Hoge Raad het arrest vernietigde en de zaak verwees naar het gerechtshof 's-Hertogenbosch. Daar werd de verdachte nu wel veroordeeld voor belediging van een ambtenaar in functie. Een laatste cassatie door de verdachte werd door de Hoge Raad verworpen.